# Steinbach am Donnersberg
Steinbach am Donnersberg település Németországban, Rajna-vidék-Pfalz tartományban. Lakosainak száma 747 fő (2023. december 31.).

## Népesség
A település népességének változása:
| Lakosok száma | 645  | 720  | 726  | 749  | 783  | 747  |
|               | 1975 | 2017 | 2019 | 2021 | 2022 | 2023 |